# Union Clodiense Chioggia Football Club 2024-2025
Questa voce raccoglie le informazioni riguardanti l'Union Clodiense Chioggia Football Club nelle competizioni ufficiali della stagione 2024-2025.

## Rosa
Aggiornata al 2 febbraio 2025.
| N. |                     | Ruolo | Calciatore                  |
| -- | ------------------- | ----- | --------------------------- |
| 1  | Italia (bandiera)   | P     | Manuel Gasparini            |
| 3  | Italia (bandiera)   | D     | Andrea Pozzi                |
| 4  | Italia (bandiera)   | D     | Andrea Munaretto (capitano) |
| 5  | Italia (bandiera)   | D     | Matteo Salvi                |
| 6  | Italia (bandiera)   | C     | Jacopo Nelli                |
| 7  | Italia (bandiera)   | A     | Mattia Morello              |
| 7  | Bulgaria (bandiera) | C     | Dimitar Kostadinov          |
| 8  | Italia (bandiera)   | C     | Filippo Serena              |
| 9  | Italia (bandiera)   | A     | Francesco Verde             |
| 10 | Italia (bandiera)   | C     | Matteo Gasperi              |
| 10 | Italia (bandiera)   | C     | Marco Firenze               |
| 11 | Italia (bandiera)   | C     | Matteo Manfredonia          |
| 13 | Italia (bandiera)   | D     | Lukas Sinn                  |
| 14 | Italia (bandiera)   | C     | Kevin Biondi                |
| 17 | Italia (bandiera)   | A     | Alessandro Orfei            |
| 18 | Kosovo (bandiera)   | A     | Ismet Sinani                |

| N. |                     | Ruolo | Calciatore          |
| -- | ------------------- | ----- | ------------------- |
| 19 | Italia (bandiera)   | A     | Thomas Scapin       |
| 21 | Italia (bandiera)   | D     | Andrea Bonetto      |
| 21 | Slovenia (bandiera) | A     | Aljaz Tavcar        |
| 22 | Italia (bandiera)   | P     | Thomas Agosti       |
| 24 | Italia (bandiera)   | A     | Riccardo Martignago |
| 25 | Italia (bandiera)   | P     | Luca Maniero        |
| 27 | Italia (bandiera)   | D     | Simone Barsi        |
| 32 | Italia (bandiera)   | D     | Alberto Lattanzio   |
| 41 | Slovenia (bandiera) | P     | Rok Brzan           |
| 44 | Italia (bandiera)   | C     | Stefano Cester      |
| 46 | Croazia (bandiera)  | D     | Roko Vukušić        |
| 70 | Zambia (bandiera)   | C     | Mannah Chiwisa      |
| 77 | Italia (bandiera)   | P     | Michele Pezzolato   |
| 90 | Italia (bandiera)   | A     | Christian Mora      |
| 91 | Italia (bandiera)   | A     | Gianmarco Zigoni    |
| 99 | Italia (bandiera)   | D     | Iacopo Regonesi     |